# 260
El año 260 (CCLX) fue un año bisiesto comenzado en domingo del calendario juliano, en vigor en aquella fecha.
En el Imperio romano el año fue nombrado como el del consulado de Secular y Donato o, menos comúnmente, como el 1013 Ab urbe condita, siendo su denominación como 260 posterior, de la Edad Media, al establecerse el Anno Domini.

## Acontecimientos
- Galieno sucede a Valeriano. Promulga un edicto de tolerancia religiosa e introduce reformas en el Ejército para enfrentar la penetración de las tribus bárbaras.[1]
- Rebelión de Regaliano contra el emperador Galieno en Panonia.
- Los romanos son expulsados de la ciudad alemana de Heidelberg, tras haber permanecido allí desde el 40 d. C.
- Algunas provincias occidentales se separan y se hacen independientes.[2]
- Hispania romana: Invasión de los francos.[3]
- Las tropas del sasánida Sapor I de Persia, que había subido al trono en 241, derrotan al ejército y capturan al emperador romano Valeriano durante una negociación. Aunque la noticia de su muerte llegó pronto a su hijo y coemperador, Galieno, este ocultó el hecho un año para evitar disturbios. Sapor ya había reconquistado territorios a los emperadores Giordano III y Filipo el Árabe.[1]

## Fallecimientos
- Valeriano I, emperador romano.